# Matala-Kokko
Matala-Kokko är en sjö i Finland. Den ligger i kommunen Hyrynsalmi i landskapet Kajanaland, i den centrala delen av landet, 500 km norr om huvudstaden Helsingfors. Matala-Kokko ligger 199 meter över havet. Arean är 39,3 hektar och strandlinjen är 2,7 kilometer lång. Sjön  ingår i Uleälvens huvudavrinningsområde. 